# دون روبنسون (لاعب كرة قاعدة)
دون روبنسون (بالإنجليزية: Don Robinson) هو لاعب كرة قاعدة أمريكي، ولد في 8 يونيو 1957 في أشلاند في الولايات المتحدة.

## وصلات خارجية
- دون روبنسون على موقعبيزبول رفرنس.كوم (الدوري الرئيسي) (الإنجليزية)